# Usvjaty
Usvjaty è un insediamento di tipo urbano della Russia europea nordoccidentale, situato nella oblast' di Pskov; appartiene amministrativamente al rajon Usvjatskij, del quale è il capoluogo.